# Église Saint-Léger de Gironville
Pour les articles homonymes, voir Église Saint-Léger.
L'église Saint-Léger est une église catholique située à Geville, en France.

## Localisation
L'église est située dans le département français de la Meuse, à Gironville-sous-les-Côtes sur la commune de Geville.

## Historique
L'église Saint-Léger de Gironville, datée des XIIe, XIIIe et XVIe siècles, avec une tour-porche et dotée d'éléments de fortifications, notamment un hourd, des archères, canonnières et ouvertures de tir.
L'édifice est classé au titre des monuments historiques en 1908.